# Henry Prittie (2e baron Dunalley)
Henry Prittie, 2e baron Dunalley (3 mars 1775 - 19 octobre 1854) est un homme politique anglo-irlandais.

## Biographie
Dunalley est le fils de Henry Prittie (1er baron Dunalley), et de Catherine Sadleir, fille de Francis Sadleir et veuve de John Bury. Charles Bury (1er comte de Charleville), est le demi-frère de Dunalley. Il est élu à la Chambre des communes irlandaise pour Carlow Borough en 1798, un siège qu'il occupe jusqu'à ce que le Parlement irlandais soit aboli en 1801. La même année, il succède à son père en tant que second baron Dunalley, mais comme il s'agit d'une pairie irlandaise, cela ne lui donne pas droit à un siège automatique à la Chambre des lords britannique. En 1819, Dunalley devient député à la Chambre des communes britannique pour Okehampton et représente cette circonscription jusqu'en 1824. Il est élu pair représentant irlandais en 1828 et siège à la Chambre des lords jusqu'à sa mort.
Lord Dunalley épouse Maria Trant, fille de Dominick Trant, en 1802. Après la mort de sa première femme en 1819, il se remarie à Emily Maude, fille de Cornwallis Maude (1er vicomte Hawarden), en 1826. Lord Dunalley est décédé en octobre 1854, à l'âge de 79 ans. Ses deux mariages sont sans enfants et il est remplacé dans la baronnie par son neveu Henry Prittie.